# Belz mayn shteitele
Belz mayn shteitele (yiddish : מיַין שטעטעלע בעלז mon village de Belz) est une chanson composée en yiddish en 1932 par Jacob Jacobs et mise en musique par Alexander Olshanetsky à la gloire de Beltz pour l’opérette Dos Lied fin der geto (Le chant du ghetto) et dont était originaire sa vedette Isa Kramer, émigrée depuis aux États-Unis. Il s’agit donc d’une chanson d’émigrants se rappelant avec nostalgie l’enfance juive heureuse dans l’un de ces innombrables petits villages qui constituaient le centre de la vie juive à l’orée du XXe siècle.
Fort populaire dès son apparition, la chanson est traduite en polonais sous le titre Miasteczko Bełz en 1935. On la considère vite comme un classique voire une pièce du folklore ashkénaze qui ne chante plus seulement la ville de Beltz, du reste rapidement confondue avec Belz en Ukraine, mais le shtetl en général, et la vie juive en Europe de l’Est.

## Contenu
Belz s’ouvre sur une invitation au dialogue lancée par une émigrée de longue date, à un dénommé Alter, fraîchement débarqué (présenté comme un ami d’enfance, son nom suggère aussi le vieil âge). Elle s’enquiert de la maison qu’elle aimait, et demande si l’arbre qu’elle a planté verdit encore. Alter décrit le délabrement de la maison, ses fenêtres désormais sans volets, la poussière qui l’a recouverte, l’affaissement de ses murs et l’effondrement de son toit, concluant que « tu ne la reconnaîtrais plus ». Son interlocutrice se lance alors dans une évocation monologuée de son enfance heureuse à l’ombre des murs de cette maison, le chabbat où elle courait avec les autres enfants, et l’arbre près du fleuve qui fut le témoin de ses attentes et de ses rêves.

## Adaptations
La chanson a connu de nombreuses interprétations et adaptations, dont celle de Jean Broussolle, « Belle petite ville », interprétée en Israël en 1965 avec les Compagnons de la chanson.